# Thyrophorella thomensis
Thyrophorella thomensis ist eine Art aus der Unterordnung der Landlungenschnecken (Stylommatophora). Es ist die einzige Art der Gattung Thyrophorella, die wiederum die einzige Gattung der Familie Thyrophorellidae ist. Die Art ist endemisch auf der Insel São Tomé.

## Merkmale
Das Gehäuse ist linksgewunden und niedrigkegelig. Sie erreichen 9 mm im Durchmesser und 4 mm in der Höhe. Sie haben zunächst eine schwach ausgeprägte seitliche Schulter, die auf der Endwindung zu einer scharfen Kante wird. Die Windungen sind unten stark gewölbt; vor allem die Endwindung nimmt unten sehr stark an Dicke zu. Insgesamt werden nur etwa drei Windungen ausgebildet.
Die Schale ist relativ dünn und durchscheinend. Die Farbe variiert von gelblich bis hornfarben. Die Embryonalwindungen sind mit schwachen, radialen Fältchen versehen, die auf den folgenden Windungen in feine, unregelmäßig gebogene radial Striae übergehen. Die Mündung ist halbrund und steht fast senkrecht auf der Windungsachse. Die Mündungsränder sind einfach und scharf zugespitzt. Der obere Rand ist gerade, der untere Rand halbrund gewölbt. Die Öffnung kann mit einer Art Operkulum verschlossen werden. Es ist jedoch nicht mit dem Operkulum anderer Schneckengruppen homolog, sondern ist eine Verlängerung des oberen Teils des Peristoms. Mit diesem ist es durch eine flexible Zone bestehend aus Periostracum verbunden. Dieser sekundär entstandene Mechanismus das Gehäuse zu verschließen ist einzigartig innerhalb der Schnecken. Das Wachstum des Gehäuses scheint in Schüben vor sich zu gehen. Das Operkulum wird nur in Phasen gebildet, in der das Gehäuse wenig wächst. In Phasen starken Wachstums wird es verkalkt, in das wachsende Gehäuse integriert und das Tier besitzt eine kurze Zeit keinen Verschlussdeckel. Der Deckel kann nicht durch Muskelkraft bewegt werden, sondern fällt beim Zurückziehen des Tieres in das Gehäuse zu bzw. wird aufgedrückt, wenn das Tier wieder aus dem Gehäuse hervorkommt. Der Nabel ist weit und offen.
Im männlichen Teil des Geschlechtsapparates ist der Penis relativ lang mit einem am Penisende ansetzenden Rückziehmuskel. Im weiblichen Teil ist die Vagina stark aufgebläht, das Atrium sehr eng. Der Stiel der Spermathek ist sehr kurz.

## Geographische Verbreitung, Vorkommen und Lebensweise
Die Art kommt nur auf der Insel São Tomé im Golf von Guinea im Südatlantik vor. Seit der letzten genaueren Beschreibung von 1895 gelang erst 1993 wieder ein Nachweis dieser Art, als ein lebendes Tier fotografiert werden konnte. Über die Lebensweise ist wenig bekannt. Die 1882 gefundenen Exemplare wurden bei Monte Café in rund 800–900 m Höhe gefunden, die von 1895 in einer Höhe von etwa 1000 m.